# Camper

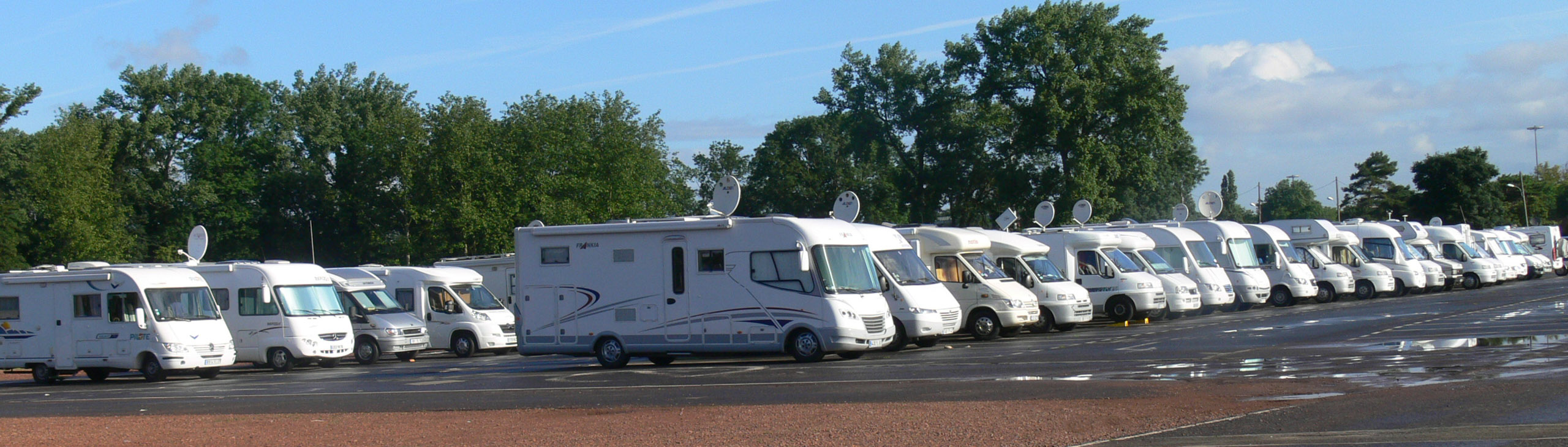
Camper posteggiati in zone dedicate

Il camper è un mezzo di trasporto classificato dal codice della strada tra gli autoveicoli, che, come la roulotte, sono allestiti permanentemente in modo da permettere il soggiorno dei suoi occupanti. A differenza della roulotte, che deve essere trainata da un altro veicolo, il camper è dotato di motore e sistema di guida autonomi.
Il nome "camper" viene, oggi, utilizzato per indicare, indistintamente, veicoli molto diversi tra loro che, fino a qualche decennio fa, venivano distinti in:
- autocaravan, con telaio e cabina guida presi dalla produzione in serie di furgoni, su cui viene montata una cellula abitativa tipo "roulotte", talvolta con mansarda sovrastante la cabina di guida;
- camper vero e proprio, derivato da un furgone di serie ed allestito, internamente, con arredi specifici;
- motorhome, con il solo telaio preso dalla produzione di serie ed intera carrozzeria allestita specificamente, in maniera da inglobare, internamente, anche il posto guida.

## Il contesto
Il camper nacque in Francia da un'idea di Jules Secrestat, ricco gentleman-driver e pioniere dell'automobile, che commissionò la realizzazione della sua pensata al carrozziere bordolese Henri Lafitte. Ultimato nel 1903, su autotelaio Panhard & Levassor 7CV, il camper ante litteram fu denominato Bourlinguette.
Alcuni modelli hanno caratteristiche di comfort ed abitabilità molto elevate. In alcuni paesi, in cui una parte significativa della popolazione cambia frequentemente luogo di residenza e di lavoro, come ad esempio gli Stati Uniti, viene utilizzato da molti nuclei familiari come abitazione stabile, al pari delle moderne popolazioni nomadi, soprattutto stanziate in Europa. La costruzione della cellula abitativa si sviluppa sul telaio motorizzato di un veicolo commerciale di serie. In Italia i più utilizzati sono Fiat Ducato e Ford Transit; il Ford ha un telaio che consente la preparazione di un allestimento la cui massa a pieno carico (PTT) non supera le 3,5 tonnellate, peso limite per la guida con patente di guida di categoria B, mentre il Fiat può arrivare, in alcune versioni specifiche, fino a 4,3 t.
Per gli allestimenti più impegnativi, specie se oltre 3,5 t di PTT, si preferisce utilizzare meccaniche con telaio camionistico come l'Iveco Daily. Rari sono gli allestimenti su veicoli 4x4 tipo Daily o Mercedes Sprinter. Le meccaniche a trazione anteriore sono preferite sulla gran parte degli allestimenti, per il costo relativamente contenuto e l'assenza dell'ingombro meccanico della trasmissione verso le ruote posteriori; questo particolare facilita non poco la trasformazione del veicolo. La trazione posteriore offre il vantaggio di migliore motricità in condizioni di guida impegnative, per il fatto che il peso dell'allestimento spesso grava maggiormente sul retrotreno (anche oltre lo sbalzo posteriore: garage in coda, portamoto estraibile e traino di carrelli appendice, ecc).

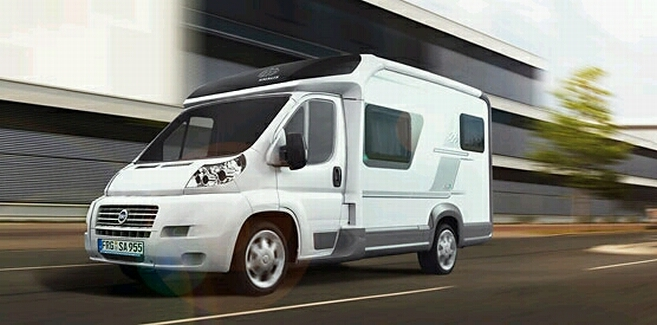
Camper su base Fiat Ducato

In Europa, i primi carri costruiti ad uso specifico di abitazione, piuttosto che solo per il trasporto di persone o di merci, sono stati sviluppati in Francia intorno al 1810. In Inghilterra sono stati impiegati da ambulanti e artisti circensi dal 1820, mentre i gitani hanno cominciato a vivere in roulotte (vardos) dal 1850. In Italia ed Europa è molto popolare come mezzo di trasporto turistico, utilizzato da villeggianti di ogni ceto sociale, che apprezzano il senso di libertà e flessibilità con cui consente di programmare le proprie vacanze o i brevi periodi di tempo libero durante tutto l'arco dell'anno, che altrimenti sarebbero difficilmente fruibili; inoltre è spesso utilizzato per motivi di lavoro (fiera) o per altre attività o competizioni sportive. In alcuni contesti turistici, viene visto come concorrente rispetto al turismo stabile. Alcune categorie di operatori economici locali, potendolo considerare come parziale sottrazione di introiti, non amano questa forma di mobilità e conoscenza delle culture, orientata più sul viaggio "On the road" che ai tipici hotel e villaggi vacanze socialmente accettati. Questa opinione non è tuttavia universalmente condivisa.
Alcune località turistiche comunque si stanno attrezzando dando il benvenuto a queste persone che hanno scelto un nuovo modo di fare turismo, vedendo in essi una fonte di reddito poiché questa categoria ha più o meno gli stessi bisogni dei turisti tradizionali: bar, ristoranti, souvenir, approvvigionamento di cibo, ecc. Di solito il ritorno economico è maggiore in quei luoghi che offrono la sosta libera. Molti agriturismi si sono già attrezzati per la sosta libera chiedendo in cambio l'acquisto dei prodotti di propria produzione oppure dopo aver fruito del servizio di ristoro. In alcuni casi è richiesta comunque una tariffa. Non sempre la scelta di acquisto di un camper è quella giusta, in molti casi la formula più conveniente resta il noleggio. I costi dei camper a noleggio variano in base alla stagione, modello, km e numero dei posti. Come in molti altri Stati, alcuni noleggiatori di camper prevedono il servizio navetta da e per gli aeroporti abbinato al noleggio del camper. Turismo alternativo usato dal turista straniero o nazionale che si sposta dapprima in aereo e successivamente in camper per l'Italia o verso gli Stati Europei per apprezzare i sapori e visitare luoghi che solo un turismo in movimento può dare.
L'art. 7 del C.d.S. "Regolamentazione della circolazione nei centri abitati", al punto h recita: i comuni possono, con ordinanza del sindaco, istituire le aree attrezzate riservate alla sosta e al parcheggio delle autocaravan di cui all'art. 185. Gli impianti di servizio per i camper presenti in dette Aree servizio per i camper (generalmente chiamati camper service) constano di un'area nella quale sia presente almeno una griglia di scarico, dove è consentito vuotare i serbatoi delle acque grigie e delle acque nere e di almeno una presa di acqua potabile per rifornire i serbatoi delle acque chiare.
La realizzazione dei suddetti impianti di servizio è requisito obbligatorio anche per le seguenti strutture:
- Aree di Servizio con superficie non inferiore a 10.000 m² (ex art. 378 Reg.)
- Strutture ricettive all'aperto, se previsto dalle norme emanate in materia di turismo dalle regioni

In un'area attrezzata sono spesso presenti altri servizi come ad esempio: parcheggi dedicati, cassonetti per la raccolta differenziata, collegamenti con i mezzi pubblici, colonnette per il collegamento elettrico, verde e giardini pubblici. Il camper è un veicolo autosufficiente anche nel caso di sosta in aeree non attrezzate, essendo fornito di impianto elettrico, riscaldamento e impianti di scarico.

## Classificazione degli autocaravan
I camper si differenziano per l'unità abitativa (o cellula) in 4 principali categorie:
- Mansardati
- Semi-integrali o profilati
- Motorhome o integrali
- Camper puri

a cui si aggiunge anche la categoria cellula scarrabile, che però non viene considerato come un camper vero e proprio.

### Autocaravan mansardati

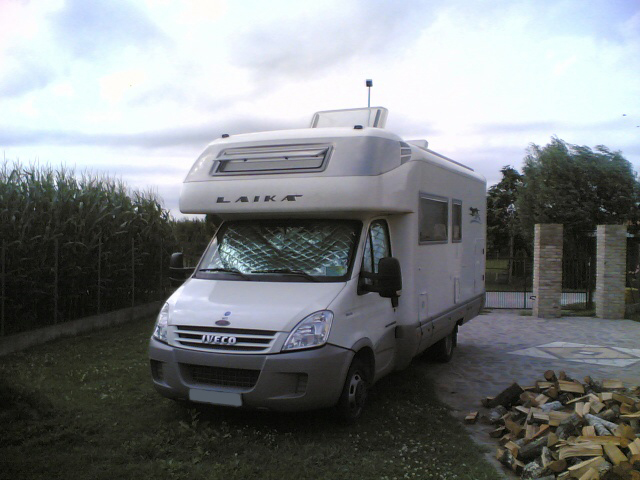
Un camper mansardato della Laika Caravans

La cellula abitativa è composta da un elemento esterno, coniugato in fase costruttiva con una motrice. Particolarità di questo mezzo è il proseguimento della cellula fin sopra l'abitacolo di guida che consente la presenza di ulteriori posti letto. Si tratta di una delle versioni più diffuse e che coniuga la relativa facilità di costruzione con la possibilità di ospitare un buon numero di passeggeri, tipicamente tra i 4 e i 6, senza sacrificare eccessivamente gli spazi abitativi a bordo.
La mansarda pone comunque alcuni limiti di guidabilità, a causa di un ingombro maggiore in altezza rispetto agli altri allestimenti ed una maggiore resistenza aerodinamica, dovuta all'evidente sbalzo rispetto al profilo della cabina di guida, con conseguente aumento dei consumi di combustibile. La usabilità del mezzo anche in situazione di soste prolungate può essere ulteriormente aumentata dalla presenza sul lato porte e passeggero di tendalini estraibili che aumentano la superficie riparata dagli agenti atmosferici.

### Autocaravan semi-integrale

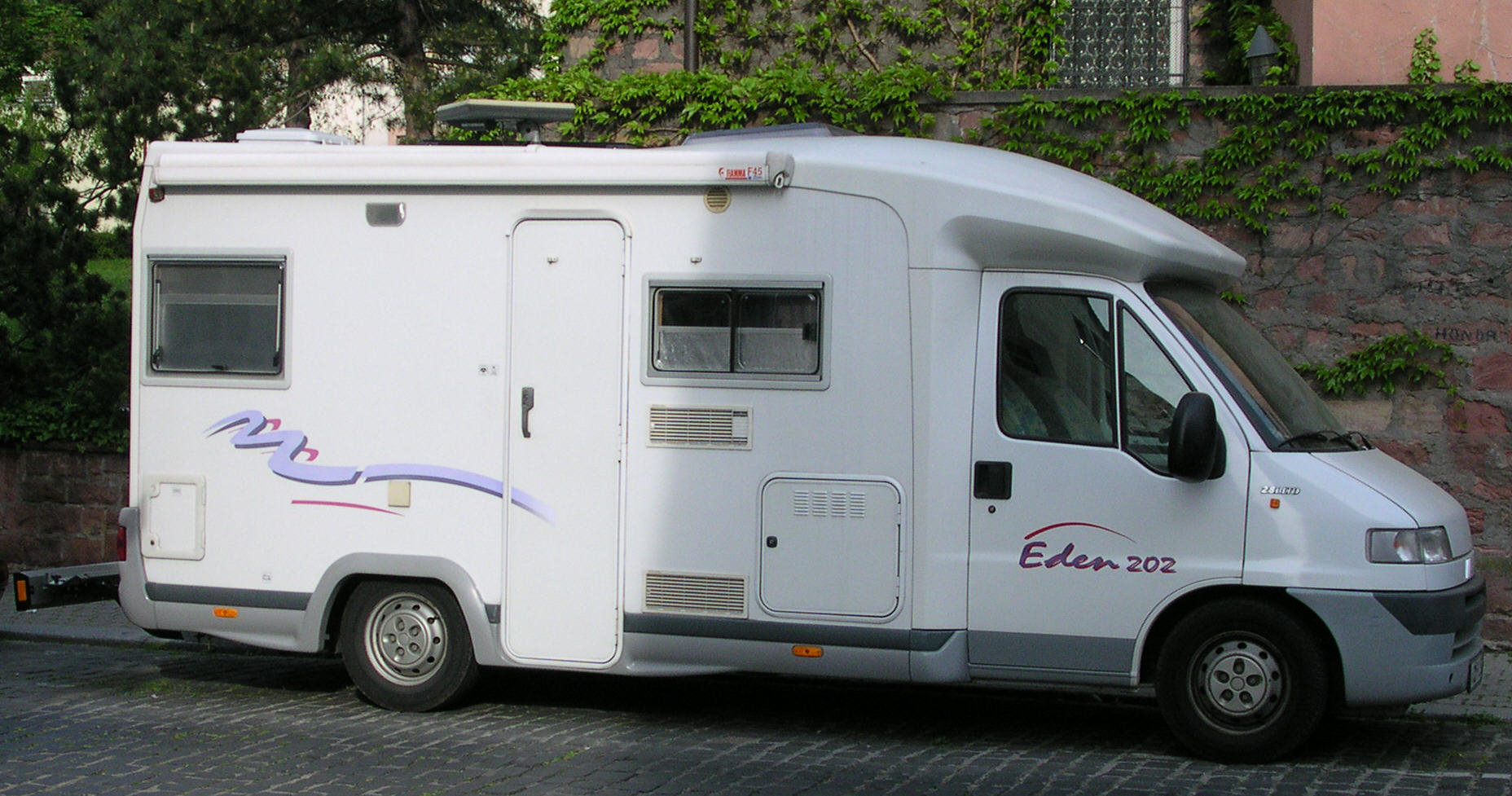
Un camper profilato

Il semintegrale (anche detto profilato) presenta la cellula abitativa allestita su un autotelaio cabinato che, al posto della mansarda, è raccordato aerodinamicamente alla volumetria della cabina di guida mediante un cupolino preformato nel quale, generalmente, vengono collocati pensili bassi e, a volte, un vano porta-televisore. Il nome stesso, "profilato", indica che di norma questa tipologia di veicoli è più bassa degli altri e, quindi, più veloce, parco nei consumi di carburante e più maneggevole da guidare. Questo camper pone anche meno difficoltà in caso di rimessaggi in garage (generalmente 2,65 - 2,95 metri circa). Poiché dispone di un letto matrimoniale in meno (quello che in genere è collocato nella mansarda di cui questo veicolo non dispone) viene in genere scelto da chi preferisce viaggiare in coppia, senza figli.

### Motorhome

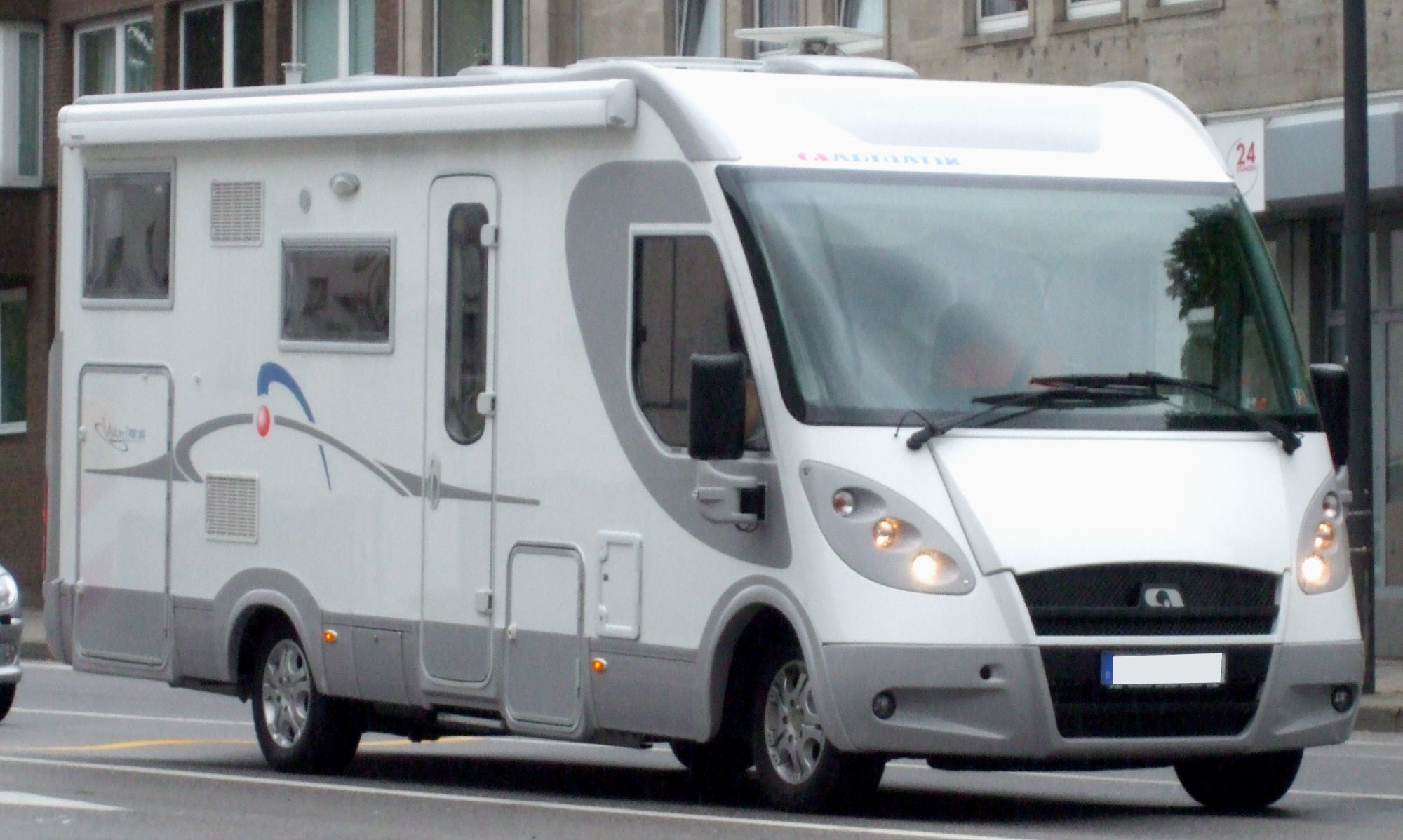
Un motorhome

La cellula abitativa è corpo unico con la motrice. Si tratta del tipo più lussuoso e costoso dato che l'intera struttura è costruita ex novo utilizzando solo la parte motoristica (telaio scudato) del mezzo da cui proviene.
È anche la soluzione più gettonata per i camper di maggiori dimensioni dove il contenimento delle masse non è considerato essenziale.

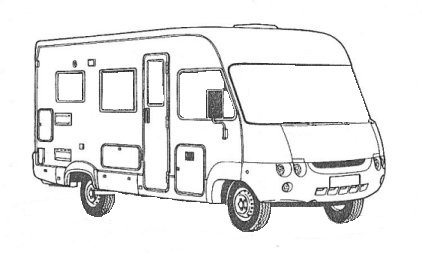
Disegno di un motorhome

Il design del mezzo non ricorda in nessun modo l'automezzo commerciale da cui il telaio proviene, di conseguenza la cellula abitativa è ridisegnata in modo da utilizzare nel modo migliore lo spazio disponibile; anche la parte destinata ad ospitare il guidatore durante la marcia diventa parte integrante dell'ambiente vivibile durante le soste. Molto pubblicizzati e molto spesso inquadrati sono i lussuosi motorhome che servono ad ospitare i piloti degli sport motoristici durante le trasferte di gara.
Il motorhome offre a tutti i passeggeri una coinvolgente visuale in marcia grazie anche alla notevole superficie vetrata anteriore molto simile a quella di un pullman. Alcuni motorhome hanno un letto basculante che permette di avere una specie di mansarda senza rovinare la forma del camper con la stessa; ovviamente a letto abbassato l'abitabilità del motorhome risulta difficoltosa, per cui il letto viene abbassato solo per il periodo strettamente necessario all'uso (di solito solo la notte) e non è possibile porsi alla guida del mezzo fintanto che il letto non è stato sollevato. Per contro lo spazio disponibile tra il materasso del basculante ed il soffitto della cellula è comunemente maggiore rispetto alla media dei mansardati.

### Camper vero e proprio
Quello dal quale hanno preso in prestito il nome gli altri modelli, non è altro che un furgone vero e proprio, del quale viene in gran parte mantenuta la carrozzeria di serie, e successivamente allestito internamente, dotandolo di isolamento termico, dell'arredamento, dell'impiantistica necessari alla vita a bordo. Possono essere dotati di tetti rialzati di serie o modificati dall'allestitore (chiamati anche hi-top), oppure di tetto "a soffietto" ovvero di un tetto, generalmente in vetroresina, che dall'interno può essere alzato rimanendo incernierato su un lato, oppure sollevato completamente e le cui pareti sono rappresentate da materiale flessibile tipo tenda da campeggio (chiamato anche pop-up). Questi veicoli pur avendo vivibilità inferiore agli altri sono apprezzati perché molto maneggevoli, hanno dimensioni di lunghezza, larghezza e altezza inferiori rispetto alle altre tipologie di camper.
Questo li rende anche più veloci e meno avidi di carburante. I primi esempi di camper sono state delle trasformazioni artigianali di automezzi finestrati di serie con la sostituzione dei sedili e generalmente degli interni con mobiletti e arredi notte per consentire un certo grado di mobilità. Famosi negli anni settanta e immortalati in molte realizzazioni cinematografiche i camper derivati dalla meccanica di furgoni Volkswagen, considerati quasi una icona della generazione dei figli dei fiori.
Ancora oggi appassionati si prestano ad inventare soluzioni particolari, anche, ad esempio, partendo dalla meccanica di vecchi autocarri o di vecchi autobus, creando delle realizzazioni molto curiose. Alcuni hanno un letto basculante al posto della mansarda.

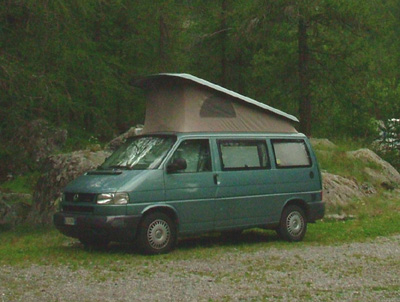
Camper con tetto a soffietto (pop-up)
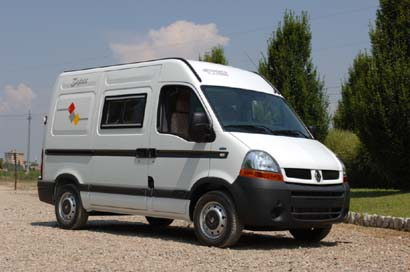
Un camper derivato da un furgone
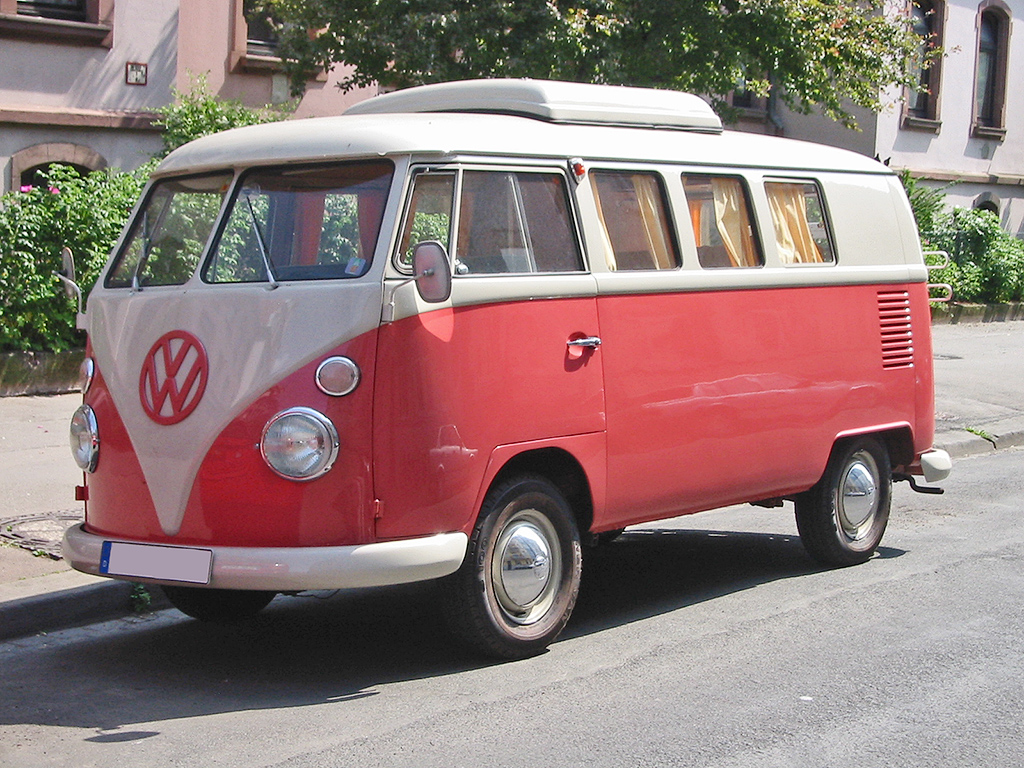
Il famoso pullmino Volkswagen trasformato in camper

### Cellula scarrabile (per pick-up)

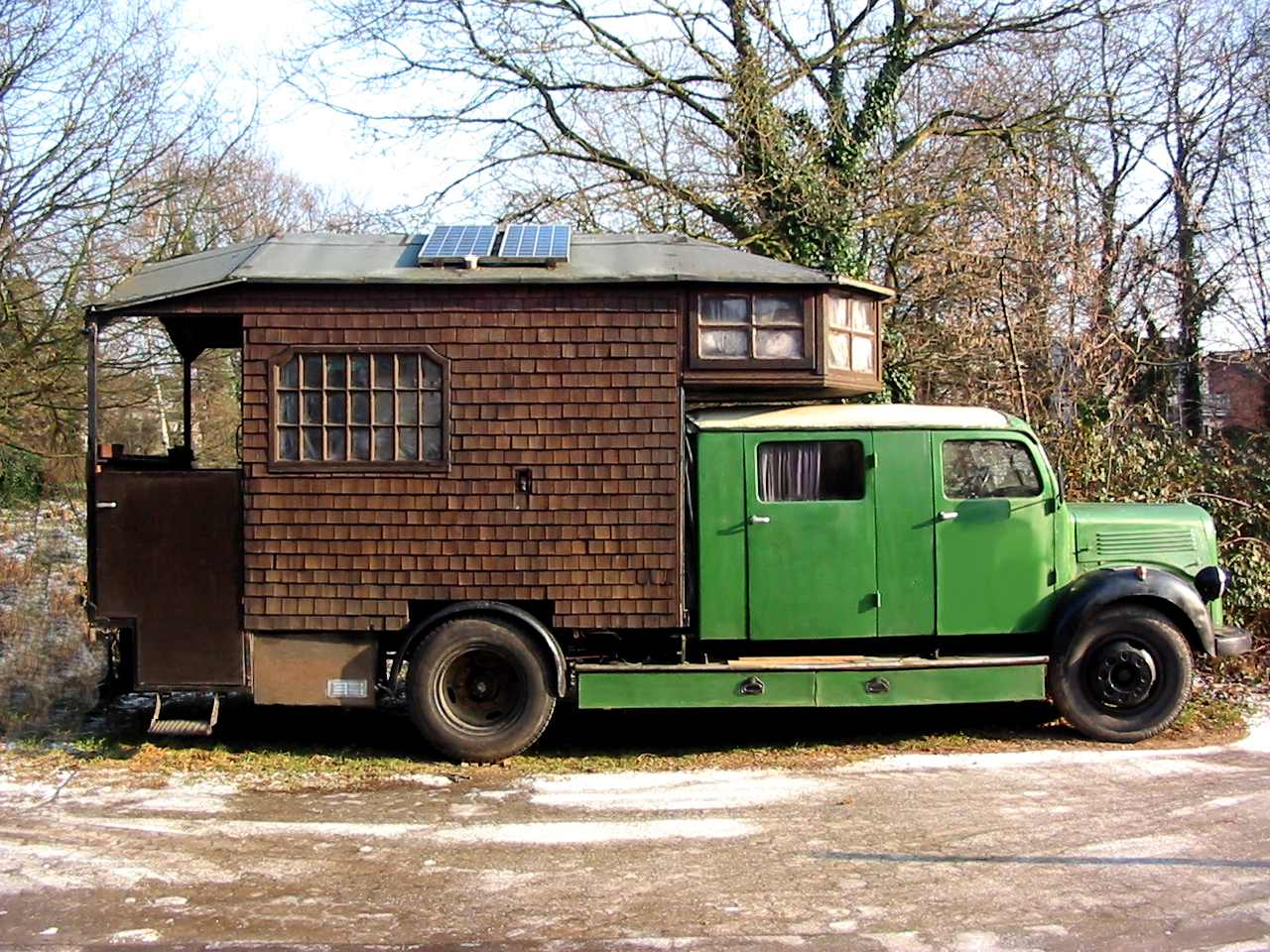
Cellula artigianale non scarrabile, su telaio di autocarro pesante

Mentre una cellula fissa, costruita solidalmente sulla meccanica di un pick-up, viene considerata camper, non lo possono essere le cellule scarrabili, vere e proprie cellule abitative svincolate dal mezzo, predisposte per essere semplicemente appoggiate e agganciate ad un normale veicolo.
Solitamente il veicolo usato come base è un autocarro con pianale o, in tempi più recenti, il tipico pick-up americano, utilizzato normalmente durante l'anno e trasformato in veicolo ricreativo, con l'aggiunta di una cellula separata, per il periodo di vacanza. Questa combinazione (pick-up + cellula scarrabile) non va confusa con i camper costruiti sulla meccanica di un pick-up, che invece sono, e restano sostanzialmente per peso complessivo e, normalmente, accessibilità dalla cabina di guida, dei camper a tutti gli effetti (solo più efficienti degli altri camper su terreni difficili grazie alla potenza, tenuta di strada e altezza minima del mezzo).
La soluzione della cellula applicata non offre lo stesso comfort dei modelli costruiti specificatamente con la cellula solidale al veicolo in modo permanente: soffre di limitazioni di ingombro, oltre che del fatto che l'abitacolo di guida e la parte notte non sono in alcun modo comunicanti tra loro (anzi, sono proprio due corpi distinti che possono essere separati, al punto che, quando non in uso, la cellula viene lasciata parcheggiata su quattro piedi telescopici di stazionamento). Uno degli innegabili vantaggi della cellula scarrabile è il fatto che, una volta arrivati, per esempio, in un campeggio, si ha la possibilità in pochi minuti di lasciare lì la cellula su appositi ritti ed andare in giro con il mezzo meccanico liberato da pesante fardello.
Questo tipo di soluzione ha il vantaggio di un notevole risparmio in termini di costo d'acquisto nel caso si possieda già il pick-up, ma ha delle enormi differenze in fatto di comfort e dimensioni, soprattutto con riguardo a: la cucina, il bagno (talvolta assente), la riserva d'acqua, lo spazio vitale ed anche la climatizzazione/coibentazione. In generale esistono almeno tre tipi differenti di cellula da applicare al pick-up: la classica, la riducibile, la ribassata con tettuccio pop-up. Ogni tipo ha caratteristiche differenti che lo rendono più o meno idoneo a un certo tipo di turismo. Ciononostante si tratta in ogni caso di dotazioni complete, soprattutto per le prime due tipologie, anche per i viaggi più impegnativi.

#### Cellula classica
La cellula classica è, tra le cellule per pick-up, la più spaziosa (per quanto già con spazi interni contenuti). Normalmente è concepita per 4 posti letto (2 stabili in mansarda + 2 allestibili nella dinette), ha locale wc/doccia con lavabo, fornello a gas 2-3 fuochi, forno elettrico/microonde, lavello, frigo da 110 litri con scomparto congelatore, serbatoio acqua chiara da 80-120 litri, serbatoio acqua grigia 60 litri, cassetta acqua nera da 18 litri, riscaldamento a gas. Spesso, a seconda del clima, è dotata di un condizionatore a soffitto, alimentato da un generatore di corrente a benzina posto esternamente, in un gavone. È adatto a pick-up di grandi dimensioni, dai 5.000 cc di cilindrata in su. È idoneo anche per percorrere gli sterrati o le piste bianche, ma soffre del peso eccessivo nei percorsi off-road.

#### Cellula riducibile
La cellula riducibile ha l'intero tetto che in condizione di viaggio viene abbassato, così che l'intera cellula non supera di molto, in altezza, il tetto dell'abitacolo del pick-up. Solo quando si rende necessario entrare nella cellula il tetto viene sganciato esternamente e sale in posizione "stazionamento", rimanendo collegato alle pareti mediante un soffietto. Una simile cellula risulta più leggera della precedente (per quanto meno coibentata alla temperatura e al rumore), consente più alte velocità di spostamento (minore resistenza all'aria), e permette di intraprendere percorsi fuoristradistici per quanto non estremi. Come ulteriore inconveniente va rilevato che non è possibile soggiornare all'interno quando il tetto è abbassato, e che gli spazi sono solitamente più ridotti rispetto alla cellula classica.

#### Cellula ribassata
La cellula ribassata con tettuccio pop-up presenta un tetto fisso ribassato (con altezza interna intorno a 165 cm), con al centro (corrispondente alla zona calpestabile della cellula) un tettuccio che, a veicolo fermo, può essere sporto verso l'alto, creando maggior abitabilità per le persone più alte. Comunque anche a tetto abbassato è possibile stare in piedi, sebbene con la testa piegata, oppure restare seduti in tutta comodità o stesi per la notte. Le cellule di questo tipo risultano particolarmente aerodinamiche, consentendo alte velocità di spostamento superiori a quelle delle due precedenti tipologie, anche su terreno accidentato (tôle ondulée) che può essere affrontato a velocità sostenute senza timore di danni alla cellula. Grazie al loro peso contenuto (poco meno di 5 quintali, rappresentano un'ottima soluzione per percorsi fuoristradistici impegnativi e estremi (anche deserto), nei quali si voglia comunque avere le classiche comodità di un mezzo camperizzato.
Le cellule in monoscocca di vetroresina sono indicate anche per turismo invernale sulla neve a temperature molto basse, grazie all'ottima coibentazione, essendo possibile dormire col pop-up abbassato. Rappresentano una versione più sacrificata delle altre tipologie, ma risultano sempre pronte (per entrarvi non è necessario alzare il tettuccio come nel caso delle riducibili), in qualsiasi condizione atmosferica, con wc, fornello a gas 2 fuochi, frigo da 55 litri, boiler a gas da 10 litri, serbatoio acqua chiara da 80 litri, serbatoio acqua grigia da 50 litri, letto per 2 adulti in mansarda e un terzo letto (per 1 adulto o 2 bambini) preparabile in dinette (dinette che consente a 3 persone di stare sedute comodamente).
L'accesso alla cellula avviene mediante la porta posteriore (più raramente laterale), da sotto alla quale una scaletta retraibile si estende fino al livello del terreno.

## Il camper nel codice della strada

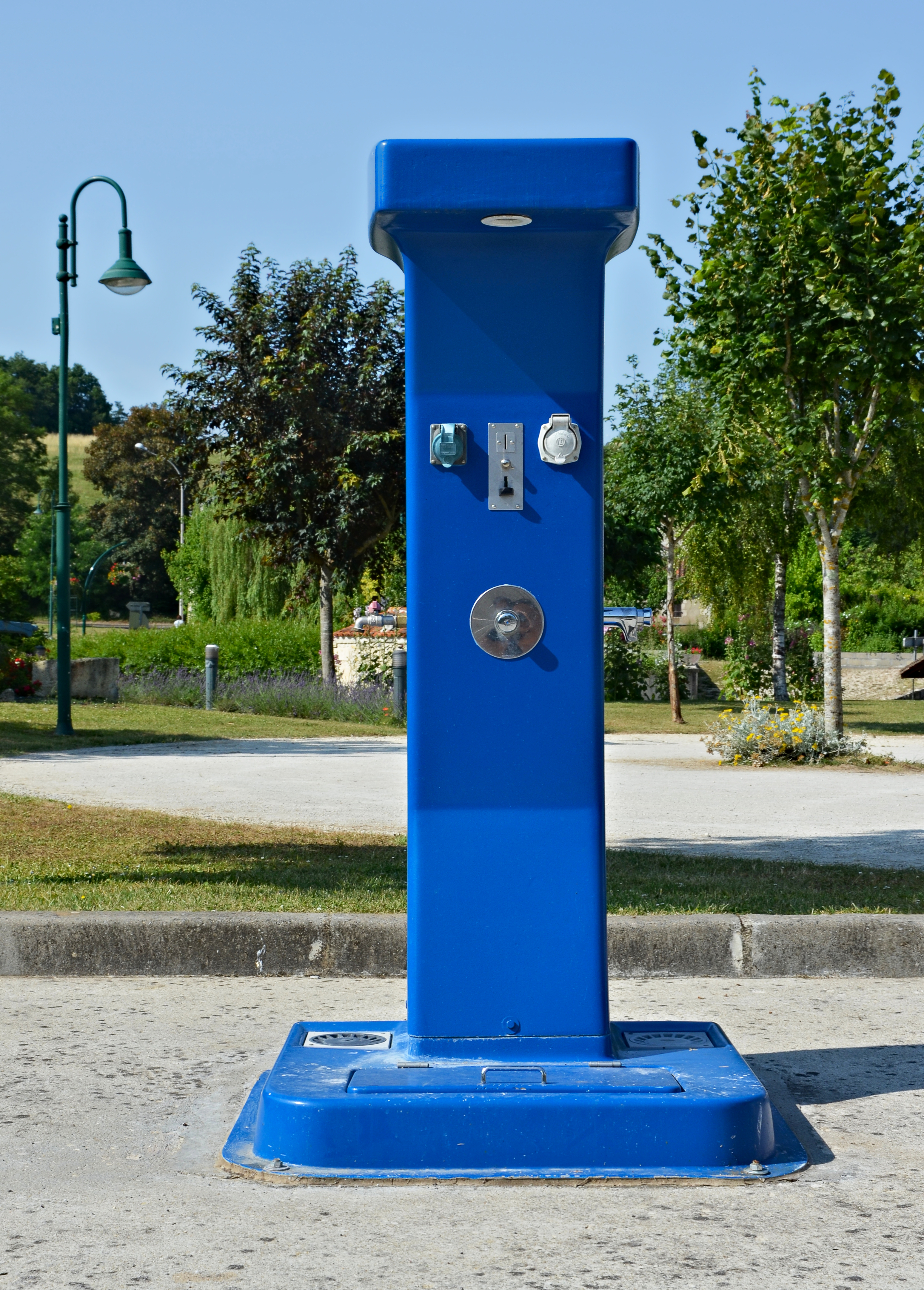

Il camper è sia un veicolo che un'abitazione. Appartiene al sottogruppo M1 («veicoli destinati al trasporto di persone, aventi al massimo otto posti a sedere oltre al sedile del conducente») della categoria internazionale M («veicoli a motore destinati al trasporto di persone ed aventi almeno quattro ruote»), recepita nell'art. 47; più in particolare, ne è l'articolazione «veicoli aventi una speciale carrozzeria ed attrezzati permanentemente per essere adibiti al trasporto e all'alloggio di sette persone al massimo, compreso il conducente» (art. 54, comma 1, lettera m). Inoltre, secondo la Direttiva dell'Unione Europea 2007/46, recepita con Decreto ministeriale del 28 aprile 2008, un camper, per essere tale, deve contenere nel vano abitabile posti a sedere e tavolo, cuccette eventualmente ottenute ribaltando i sedili, attrezzatura di cucina, armadi o ripostigli (non è necessario il bagno, che in effetti manca su molti modelli con tetto a soffietto).
Al momento in Italia la legge non prevede la possibilità di cambiare un veicolo di sottogruppo N1 (furgone) a m1 (camper). Allestimenti mobili sono permessi (senza fissare con viti ne fori permanenti) mentre per i progetti di camperizzazione Fai-da-Te in Italia con allestimento fisso, al momento è ancora necessario omologare passando dalla Germania o altri paesi membri dell'Unione Europea.
Per la guida è sufficiente la patente B, a condizione che la massa complessiva non sia superiore a 3,5 tonnellate; se si supera tale limite è necessaria la patente C (art. 116, comma 3). Inoltre, i camper di lunghezza superiore a 7 metri possono impegnare solo le due corsie più a destra nelle autostrade a tre o più corsie (art. 176, comma 9).
Secondo l'art. 185, comma 1, un camper è soggetto alla stessa disciplina sulla circolazione prevista per gli altri veicoli; come gli altri veicoli, deve rispettare eventuali limitazioni dovute a motivi di sicurezza pubblica o inerenti alla sicurezza della circolazione, oppure di tutela della salute (comma 6), nonché, nei centri abitati, quelle relative ad «accertate e motivate esigenze di prevenzione degli inquinamenti e di tutela del patrimonio artistico, ambientale e naturale, conformemente alle direttive impartite dal Ministro delle infrastrutture e dei trasporti» (comma 7).
Un camper in sosta deve spegnere il motore come qualsiasi altro veicolo (art. 157, comma 2). Inoltre, non può usare piedini di stazionamento, deve tenere spenti altri motori a combustione (in particolare un eventuale generatore) e non può occupare la sede stradale in misura eccedente il suo ingombro quale è in marcia (in particolare non può tenere aperte le finestre, aprire il tendalino ombreggiante o il gradino con gli scalini di salita/discesa). In caso contrario, la sosta si configurerebbe come campeggio e sarebbe pertanto soggetta alle leggi regionali in materia di turismo.
Infine, l'art. 185 comma 4 vieta lo scarico dei residui organici e delle acque chiare e luride su strade ed aree pubbliche al di fuori di appositi impianti di smaltimento igienico-sanitario, le cui caratteristiche sono definite nell'art. 378 del Regolamento di esecuzione e di attuazione del Codice della Strada.

## Vocabolario dei termini camperistici
- Acque chiare: con questo termine si definisce la scorta di acqua potabile conservata in appositi serbatoi, installati in maniera permanente sui veicoli ricreazionali. I serbatoi sono normalmente costruiti in materiale sintetico, mentre sugli allestimenti più esclusivi sono in acciaio inox.
- Acque grigie: sono così definite le acque (tranne quelle del WC) di scarico che vengono convogliate in appositi serbatoi di recupero.
- Acque nere: sono identificate con questo termine le acque di recupero del WC; queste vengono convogliate verso un serbatoio definito nautico oppure in un'apposita cassetta estraibile. Alcuni veicoli dispongono di entrambi i sistemi di recupero in modo da garantire una notevole autonomia di utilizzo.
- Aeratore: apertura nel rivestimento esterno che, adeguatamente protetta dall'ingresso di acqua, consente un ricambio d'aria senza bisogno di altro: ad esempio la griglia esterna del bruciatore del frigorifero trivalente.
- Area attrezzata, abbreviato AA: (anche detta area sosta camper) area destinata allo stazionamento dei camper e dotata di pozzetti e griglie per lo scarico delle acque reflue e di prese d'acqua potabile, talvolta anche di colonnette di allaccio elettrico. Possono essere gratuite o a pagamento, a gestione pubblica o privata.
- Autocaravan: più comunemente chiamati camper. Mentre il camper è uno dei veicoli che rientra nella categoria delle autocaravan, essa comprende altre tipologie come i mansardati, i semintegrali, e i motorhome.
- Balestre: elemento elastico della sospensioni, abbinato all'ammortizzatore svolge la stessa funzione delle molle elicoidali che troviamo nelle automobili. La balestra è presente anche nei veicoli più pesanti quando non è sostituita dalle molle ad aria che, consentono di livellare l'altezza del telaio da terra a prescindere dal carico.
- Basculante: tipologia di letto sospeso nella cabina di guida dei motorhome ed alcuni semi-integrali.
- Boiler: è un piccolo serbatoio di acqua dotato generalmente di un bruciatore a gas, che serve a scaldare l'acqua dei lavabi e della doccia. L'autonomia di utilizzo del boiler è legata alla capacità dei relativi serbatoi di acqua chiara presenti sul veicolo ricreazionale ed al tempo necessario a riscaldare la decina di litri di acqua che questo è in grado di immagazzinare.
- Camper service, abbreviato CS: area adibita ed attrezzata per il carico dell'acqua e lo scarico delle acque recuperate.
- Carico: indica il carico dell'acqua nel serbatoio apposito. Solitamente, tale acqua non viene utilizzata per bere, ma per pulizie e servizi igienici.
- Cassetta (WC a cassetta): al contrario del WC nautico, questo tipo possiede una cassetta estraibile dove confluiscono i residui organici provenienti dal WC. Il vantaggio è la possibilità di svuotarlo anche senza posizionarsi con l'autoveicolo nel punto di scarico e la quasi impossibilità di intasamento, lo svantaggio la minore autonomia (capienza).
- Dinette: è la zona giorno del veicolo ricreazionale; si definisce doppia se costituita da un tavolo e due divani contrapposti, trasformabile in letto singolo o matrimoniale a seconda delle dimensioni dei divani. Può anche essere realizzata da singolo divano ed affiancata da un tavolo di dimensioni minori, prendendo così il nome di semi-dinette.
- Gavone: è un vano dove si possono stivare oggetti generalmente più ingombranti o di uso esterno. Di solito i gavoni sono accessibili dall'esterno tramite apposito sportello, ma anche dall'interno in corrispondenza con la base di un letto o cassapanca.
- Gavoni a volume variabile: sono spazi ricavati dal ribaltamento del letto inferiore di una disposizione a castello, in questo modo si rende disponibile un notevole spazio verticale, utile allo stivaggio di oggetti voluminosi. L'accesso esterno si identifica con la presenza di uno sportello di grandi dimensioni, applicato sulla parete laterale del veicolo, su cui è generalmente installata la finestra del letto inferiore sacrificabile.
- Garage: è sempre ricavato nella parte posteriore del veicolo, dove il letto (singolo o matrimoniale) è alto quasi come una mansarda. Se ne ricava sotto un grosso vano che può essere adibito al ricovero di biciclette (eliminando così quello esterno molto diffuso) oppure due motorini leggeri o raramente (per problemi di portata sia complessiva del veicolo, che proprio specifica del vano) si può trasportare una moto. In questi casi si opta per il porta moto esterno o raramente per un carrello portamoto. Attenzione sempre ai limiti di portata e di massa trainabile dal mezzo o data dalla eventuale assenza di patente di guida di categoria E.
- Generatore: o gruppo elettrogeno, serve per produrre tensione alternata a 220 volt ove necessaria oppure per ricaricare le batterie di bordo del veicolo. Nella maggioranza dei casi i gruppi elettrogeni (esclusi quelli portatili) installati sul veicolo sono necessari per l'alimentazione elettrica di condizionatori d'aria per la cellula. Questo tipo di generatore è installato sotto lo chassis del veicolo in un proprio contenitore ed è comandato da apposita pulsantiera posta all'interno della cellula in posizione facilmente accessibile; in alcuni casi, il generatore è in grado di avviarsi in maniera autonoma per salvaguardare il livello di carica delle batterie. Sono abbastanza costosi e richiedono l'intervento per l'installazione di personale esperto. Come tutti i motori a combustione sono rumorosi ed emettono gas tossici non adatti all'impiego durante la sosta notturna e nelle vicinanze ad altri equipaggi.
- GPL: miscela di idrocarburi utilizzata per il funzionamento di alcune apparecchiature di bordo tra cui il frigorifero trivalente, la stufa per il riscaldamento ed il boiler; nei veicoli ricreazionali tale gas è solitamente custodito in appositi cilindri metallici rimovibili (bombole) o fissi di derivazione automobilistica. Per l'impiego invernale è da evitare il rifornimento di GPL contenente Butano a causa della facilità di congelamento dello stesso a temperature ambientali prossime a zero gradi centigradi. Recentemente sono stati realizzati veicoli ricreazionali GPL-free grazie all'installazione di cucine, forni e riscaldamento a gasolio in luogo del gas.
- Gruppo di mantenimento: unità in grado di produrre energia elettrica spesso funzionante a metanolo (cfr. celle a combustibile) in grado di caricare le batterie di bordo in maniera del tutto automatica. Valida alternativa al generatore se a bordo del veicolo non c'è l'esigenza di impiegare apparati a 220 volt con grande assorbimento di corrente.
- Inverter: apparecchio per la trasformazione della tensione continua a 12 volt della batteria in tensione alternata a 220 volt per l'utilizzo sul camper di apparecchi di uso domestico che richiedono potenze elettriche contenute quali rasoi elettrici, caricabatterie di telefonia mobile, telecamere, ecc.
- Monoscocca: generalmente usato per le mansarde, è il modo di costruire in un unico pezzo di vetroresina senza giunte che elimina le pericolose infiltrazioni d'acqua che nel 90% dei casi avvengono in corrispondenza delle giunzioni dei pannelli sandwich. Questo il motivo per cui vengono privilegiate le mansarde, una delle parti più delicate ed esposte. I pregi sono appunto la mancanza di giunzioni in punti critici, anche se poi giunte col resto del corpo veicolo sono sempre presenti. Lo svantaggio indiscusso è l'aumento del prezzo, su un veicolo che certamente non nasce economico. Con questo termine è definito analogamente il processo di realizzazione della cellula di alcuni veicoli ricreazionali che, a causa dei costi di costruzione particolarmente elevati, solitamente è riservato agli allestimenti in piccole serie o artigianali.
- Pannelli sandwich: sono i pannelli che compongono la scocca del veicolo, sandwich perché sono composti da uno strato esterno di alluminio liscio o buccerellato o ondulato (oppure vetroresina liscia mentre pochi raffinati e costosi mezzi usano una miscela d'alluminio e vetroresina che unisce i vantaggi di ambedue i materiali, ma eleva il costo) da un "ripieno" costituito da materiale termo isolante, di solito polistirolo, che ha il compito di isolare termicamente l'interno del veicolo dall'esterno; il rivestimento interno è normalmente compensato rivestito di materiale plastico e/o tessuto d'arredo; in rari casi il rivestimento interno è costituito da un foglio di alluminio, soluzione riservata ad alcuni veicoli di elevato costo. All'interno sono presenti montanti e traversi di legno che danno robustezza e portanza alla scocca; in altri casi i pannelli sandwich integrano una intelaiatura metallica che, a discapito di un peso maggiore rispetto alla soluzione in legno, offrono una maggiore rigidità strutturale alla cellula abitativa.
  - Due parole vanno spese per il "pavimento" importantissimo e di solito non considerato. Lo spessore dei pannelli sandwich varia a seconda della "bontà" del veicolo e così anche quella della parte inferiore. Talune volte viene realizzato un doppio pavimento inframezzato da una intercapedine non molto alta che, oltre a fare da eccellente barriera termica, offre spazi utili allo stivaggio di oggetti se non anche degli impianti e dei serbatoi, utile in climi rigidi.
- Pannello fotovoltaico: dispositivo in grado di produrre energia elettrica utile per il funzionamento di apparecchiature elettriche di bordo e la ricarica delle batterie di servizio e/o della meccanica (per maggiori dettagli vedi modulo fotovoltaico). Spesso tale dispositivo è erroneamente associato al pannello solare termico.
- Piedini stabilizzatori: sistema ideato per neutralizzare le oscillazioni delle sospensioni del veicolo, causate dal movimento delle persone all'interno dello stesso durante la sosta. Esistono versioni ad azionamento-manuale, elettriche e oleodinamiche. Le versioni oleodinamiche sono normalmente abbinate ad una centralina di controllo in grado non solo di stabilizzare il veicolo, ma anche di livellare il pavimento orizzontalmente entro certi limiti.
- Portabiciclette: struttura metallica fissata alla parete posteriore della cellula in grado di trasportare generalmente da 2 a 4 biciclette. Similmente al portabiciclette esiste la possibilità di installare un portamoto sul telaio del veicolo.
- Scarico o pozzetto: il pozzetto di scarico è l'unico punto dove è autorizzato lo scarico dei serbatoio delle acque grigie o nere. Solitamente presente nelle aree attrezzate o nei campeggi, ma anche in alcuni parcheggi comunali. Ricordiamo che tale attività non è permessa nelle fogne o sulla strada.
- Tendalino: è la tenda veranda installata solitamente sulla fiancata destra del mezzo. È possibile aprirla quando ci si trova in strutture che lo permettono. Non è consentito aprirla in strada e nelle piazze perché rappresenta campeggio libero.
- Trivalente: è detto il frigorifero delle autocaravan che ha tre modalità di funzionamento: 220 volt a corrente alternata (in sosta con allacciamento alla rete); 12 volt a corrente continua in marcia (vietato oltre che pericoloso l'uso del gas in viaggio); gas in sosta, grazie all'impiego di un bruciatore a gas; nei veicoli ricreazionali espressamente progettati per l'off-road spesso il frigorifero trivalente è sostituito da un più tradizionale a compressore 12 volt che a discapito di un elevato consumo di corrente, garantisce un corretto funzionamento anche in situazioni ambientali estreme.
- Turbovent: Nome commerciale di un dispositivo consistente in un oblò a tetto munito di una ventola elettrica, la sua funzione è di immettere o estrarre aria dal veicolo in maniera forzata. Il funzionamento in apertura/chiusura ed il controllo della ventola può essere di tipo manuale oppure automatizzato grazie all'impiego di un termostato ed un sensore di pioggia; questi due dispositivi consentono entro certi limiti, la regolazione di temperatura all'interno della cellula, controllando il ricambio di aria da e verso l'esterno.
- Veranda: tenda da sole installata in maniera permanente al culmine della fiancata dell'autocaravan o sul bordo del tetto generalmente sul lato del passeggero.